# تام بیکر (بازیکن فوتبال، زاده ۱۹۰۵)
تام بیکر (انگلیسی: Tom Baker; ۱۷ اوت ۱۹۰۵ – ۳۰ مارس ۱۹۷۵) بازیکن فوتبال اهل بریتانیا بود.
از باشگاه‌هایی که در آن بازی کرده‌است می‌توان به باشگاه فوتبال روچدیل، باشگاه فوتبال ساوتپورت، باشگاه فوتبال برنتفورد، باشگاه فوتبال کروک تاون، و باشگاه فوتبال نورث‌همپتون تاون اشاره کرد.